# Traversin
« Polochon » redirige ici. Pour le personnage de Disney, voir Polochon (Disney).

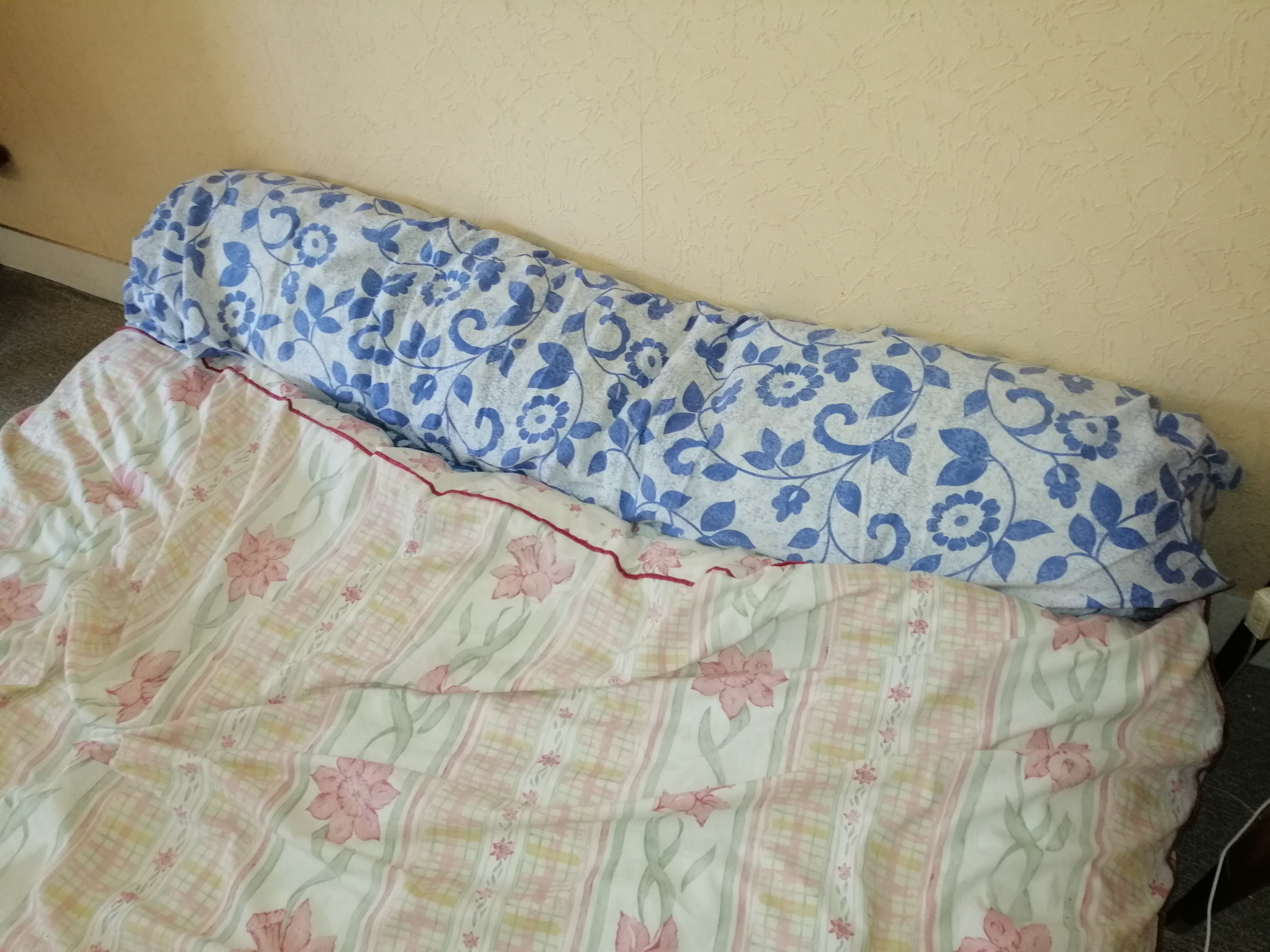
Photo montrant un traversin blanc avec des motifs de fleurs bleues.

Le traversin est un élément du lit, parfois considéré comme étant un oreiller. Il est de toute la largeur du lit et en général tubulaire. La forme et la composition varient selon les usages et le degré de confort souhaité.
Son cousin, le polochon est de forme tubulaire également mais est plus petit. 

## Composition
Le traversin se compose généralement d'une enveloppe fine de tissu, rembourrée d'une matière moelleuse.

### Enveloppe
L'enveloppe des traversins à plumes est le plus souvent en fibre végétale (coton, lin), car les pointes des plumes peuvent endommager les matières synthétiques. L'enveloppe des traversins à rembourrages synthétiques est le plus souvent en matière synthétique (75 %) et en coton (25 %).
Les traversins sont presque toujours équipés d'un drap, seconde enveloppe amovible et en fibre végétale, appelée taie, afin d'absorber les sécrétions corporelles dans un souci d'hygiène.

### Rembourrage
Les traversins à plumes sont rembourrés avec du duvet (petites plumes qui participent à l'isolation thermique des oiseaux, souvent inférieures à 3 cm). Les traversins dits synthétiques sont rembourrés avec des matières synthétiques. Dans le passé, les traversins étaient parfois rembourrés avec des vieux chiffons.

## Hygiène et entretien
- Voir Hygiène et entretien de l'oreiller